# Feel...
『feel...』(フィール...)は日本の歌手、倖田來未のビデオ・クリップ集。

## 解説
ビデオ・クリップ集としては『7SPIRITS』より約1年振りとなる。
8thシングル「COME WITH ME」から10thシングル「Crazy 4 U」までのビデオ・クリップと、スペシャルインタビューやメイキング映像が収録された。
2年後の2006年に24thシングル「feel」を発売しているが、本作とは一切関係はない。

## 収録曲
※斜体字 は、本ソフトのパッケージには記載されていない。なお、SPOT は全てTV-CMに含まれる。
OPENING
本作のオープニング映像
Special Interview
本収録PVや、映像ソフトについての紹介映像。パッケージに記載されているものとは異なる。
1. COME WITH ME CLIP
INTERVIEW
SPOT
2. Gentle Words CLIP
INTERVIEW
SPOT
3. Crazy 4 U CLIP
INTERVIEW
SPOT

Special Interview
テキサスのライブについて
3rd ALBUM「feel my mind」について
Bonus Pictures
本収録シングルのフォトグラフィ
TV-CM
SPOTと同様のもの
MAKING
3rdアルバム『feel my mind』のレコーディング風景やスタジオ、PVのシーンなどを収録。